# NGC 3521
NGC 3521 è una galassia a spirale di tipo SABbc, situata a 30-35 milioni di anni luce di distanza dalla Terra, e a causa del suo alone, si sospetta, che siano i resti di uno o più piccole galassie che sono state assorbite da esso. È stata scoperta dall'astronomo britannico William Herschel il 22 febbraio 1784.
La galassia ha al suo interno quello che sembra essere un ammasso di stelle di tipo spettrale A, suggerendo che essa abbia subito un starburst importante negli ultimi miliardi di anni.

## Galleria d'immagini

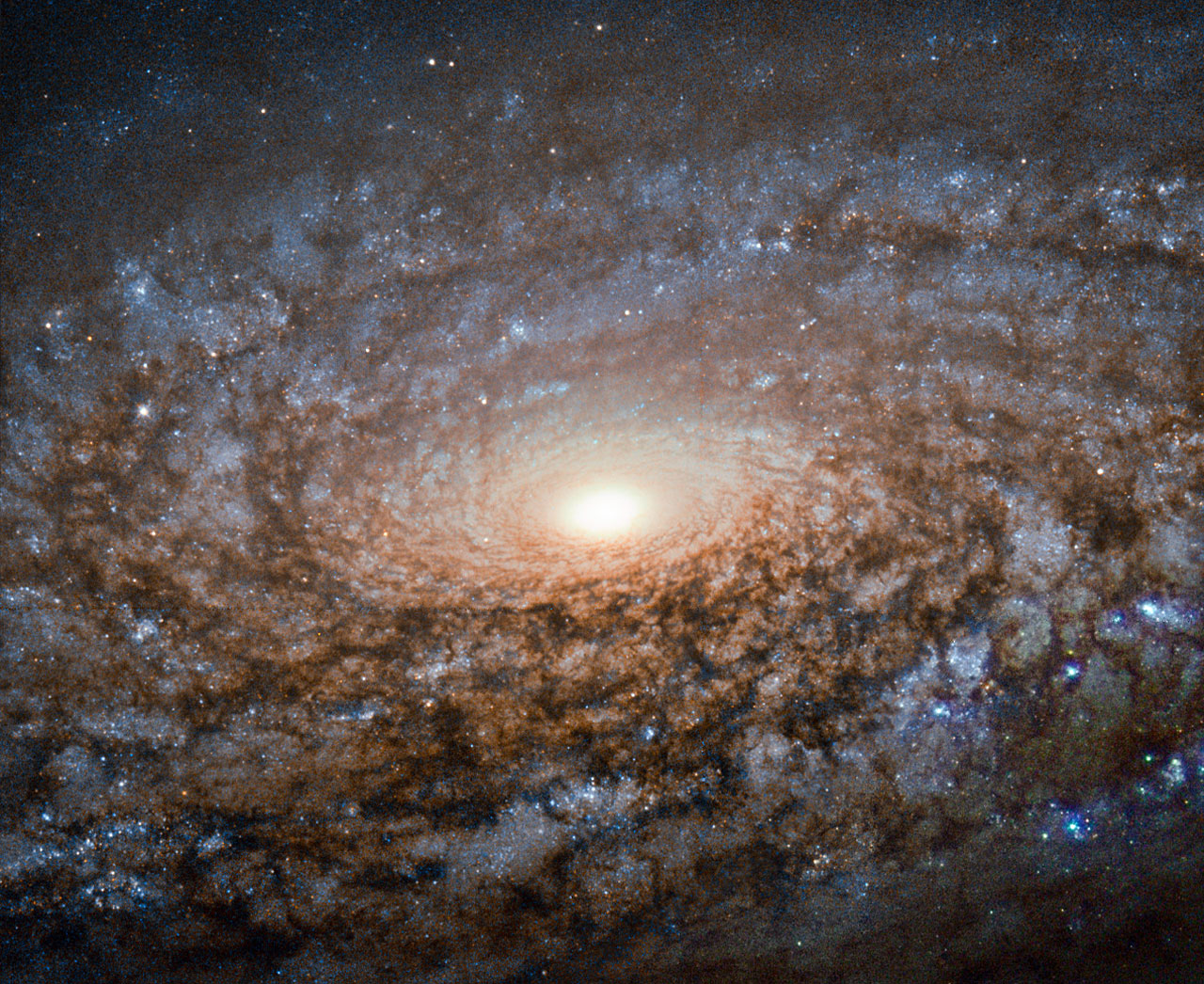
NGC 3521 (Telescopio spaziale Hubble - 2015)
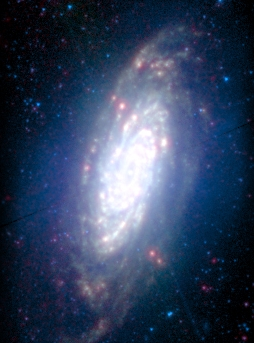
NGC 3521 (Telescopio spaziale Spitzer)
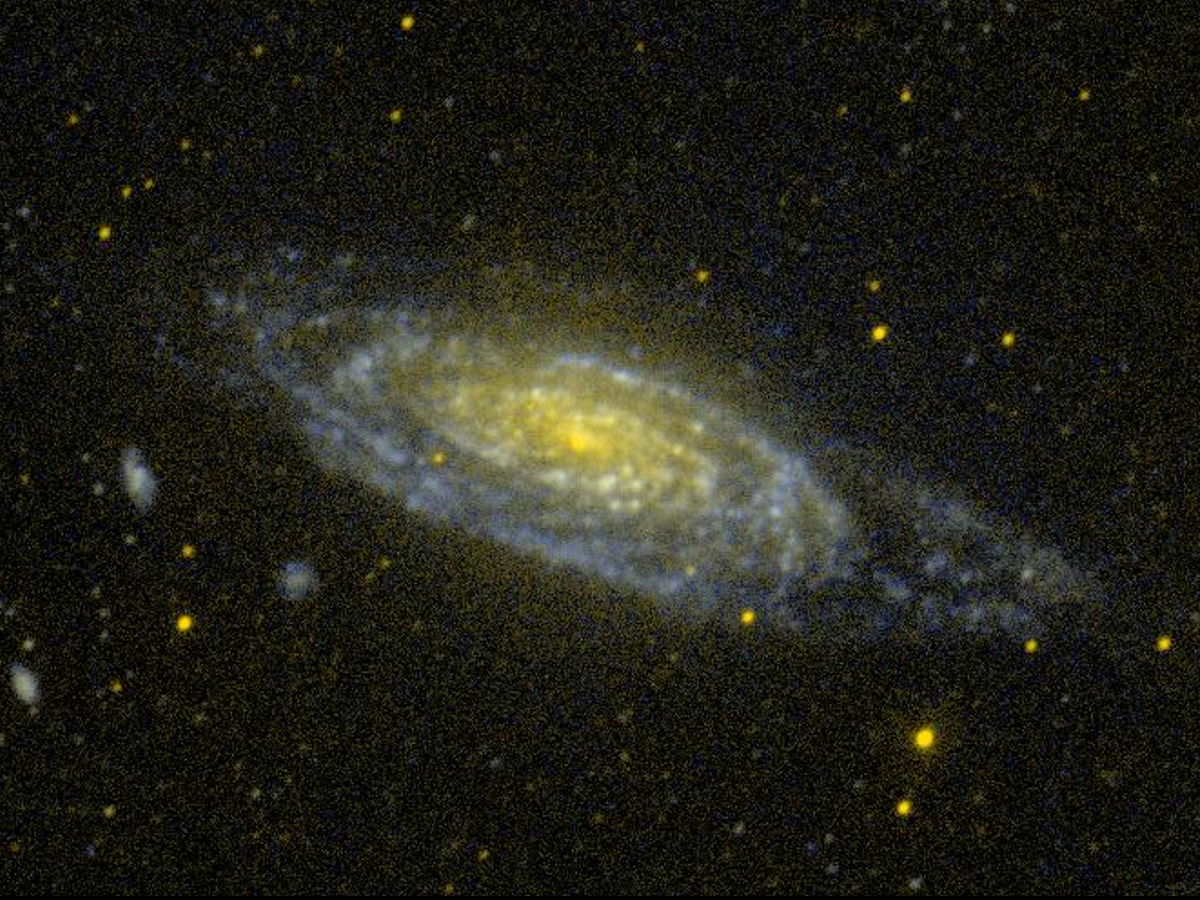
NGC 3521 (ultravioletto)
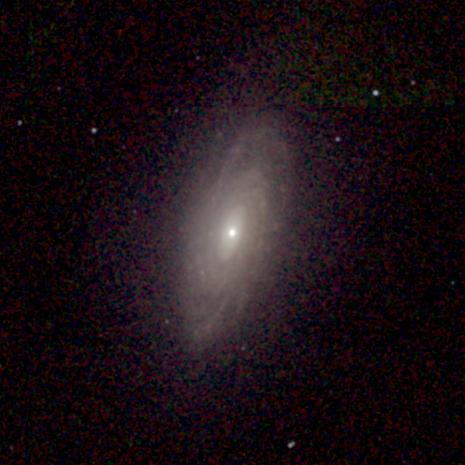
NGC 3521 (infrarosso)